# Disociación (psicología)
En psicología, el término disociación describe una amplia variedad de experiencias que pueden ir desde un leve distanciamiento del ambiente circundante hasta distanciamientos más graves de la experiencia física y emocional. La principal característica de todos los fenómenos disociativos consiste en el distanciamiento de la realidad, en contraste con la pérdida de la realidad, como ocurre en la psicosis. Las experiencias disociativas se caracterizan además por la presencia de una variedad de construcciones mentales maladaptativas en la capacidad imaginativa natural de la persona. 
La disociación a menudo es presentada como un continuo. En los casos leves, la disociación puede ser considerada como un mecanismo de adaptación o de defensa con el que se intenta dominar, minimizar o tolerar el estrés, incluyendo el aburrimiento y el conflicto. En el extremo no patológico del continuo, la disociación describe hechos comunes como el soñar despierto mientras se conduce un vehículo. Avanzando a lo largo del continuo se encuentran estados alterados de la conciencia no patológicos. La disociación más patológica, por otro lado, corresponde a los trastornos disociativos, incluyendo la fuga disociativa y el trastorno de despersonalización con o sin alteración de la identidad personal o la autoconsciencia.
La disociación en psicología y psiquiatría se puede referir a:
1. Una sintomatología donde elementos inaceptables son eliminados de la autoimagen o negados de la conciencia.
2. Sintomatología en la cual funciones corporales, ya sea completamente o bien por áreas de las mismas, dejan de operar o se ven seriamente impedidas, y donde no se presentan ni daño somático ni trastorno facticio. Esa "inaceptabilidad" mencionada se debe a que el constatar dichos elementos se ha vuelto aversivo para la persona, sea como estrategia de afrontamiento al estrés o ansiedad, o igualmente por contingencias ambientales actuales especialmente de tipo social/interpersonal.

Para el psicoanálisis, la disociación es un mecanismo de defensa que consiste en escindir elementos disruptivos para el yo, del resto de la psique. Esto se traduce en que el sujeto convive con fuertes incongruencias, sin lograr conciencia de esto. Si bien puede aparecer en los pacientes con trastorno límite de la personalidad, los mecanismos disociativos tienden a ser mecanismos de estructuras altas de personalidad, ya que las estructuras borderlines y más bajas recurren a mecanismos más bajos como la escisión, y el splitting en el caso de la psicosis.
Freud consideró la disociación como un comportamiento de la psique aprendido durante la infancia, se creía antes que las personas que permanecían en un estado pre-edípico, presentaban trastornos disociativos debido a la disruptiva entre el resentimiento e impotencia de la imagen de autoridad y el sentimiento protector que estos mismos dan.

## Trastornos disociativos
La característica esencial de los trastornos disociativos consiste en una alteración de las funciones integradoras de la conciencia, la identidad, la memoria y la percepción del entorno. Esta alteración puede ser repentina o gradual, transitoria o crónica. La disociación se genera como un mecanismo de defensa del yo ante un suceso que pone en disputa dos ideas o dos entendimientos, el sujeto evita la asociación entre la realidad consciente y el entendimiento del yo dentro del entorno, insensibilizando las emociones o sensaciones, para que estas sensaciones del hecho y como se perciben no se conecten y aísla en diversos casos la percepción de la situación suprimiendo partes del hecho o éste en su totalidad.
Existen trastornos disociativos no especificados, en lo que las características predominantes en un síntoma disociativo. Para la evaluación de los trastornos disociativos debe tenerse en cuenta de las perspectivas intercultural, ya que estos son una expresión frecuente y aceptada de las actividades culturales y de las costumbres religiosas de muchas sociedades.
La disociación presenta cinco patologías quitando así su orientación como mecanismo de defensa ya que el sujeto no pretende distinguir las situaciones del  peligro real y elimina o suprime cualquiera en que se sienta amenazado.

### Amnesia disociativa
Características
Consiste en una incapacidad para recordar  información personal  importante, generalmente de naturaleza traumática o estresante. En este trastorno se produce una alteración reversible de la memoria que impide al paciente recordar verbalmente experiencias previas. La amnesia disociativa consiste, la mayor parte de las veces, en uno o más episodios de imposibilidad para recordar acontecimientos de la vida del individuo. Estos episodios suelen aparecer tras acontecimientos traumáticos o situaciones muy estresantes. La amnesia disociativa puede presentarse, aunque no muy a menudo, de manera repentina. Es más probable que esta forma aguda de amnesia tenga lugar durante un acontecimiento bélico o después de una catástrofe natural.
En la amnesia disociativa se han descrito varios tipos de alteración de la memoria
- Amnesia localizada: el individuo  no puede recordar los acontecimientos que se han presentado durante un período de tiempo circunscrito, por lo general los primeros minutos que siguen a un acontecimiento profundamente perturbador
- Amnesia selectiva:  el individuo puede recordar algunos (aunque no todos) acontecimientos que se han presentado durante un período de tiempo circunscrito
- Amnesia generalizada: la imposibilidad de recordar abarca toda la vida del individuo. Las personas con este extraño trastorno acuden generalmente a la policía, al servicio de urgencias, o al hospital general
- Amnesia continua se define como la incapacidad para recordar acontecimientos que ha tenido lugar desde un momento determinado hasta la actualidad.
- Amnesia sistematizada es una pérdida de memoria para ciertos tipos de información, como los recuerdos relacionados con la propia familia o con alguien en particular.

Síntomas de acuerdo a la edad
Es especialmente difícil diagnosticar este trastorno en la niñez, ya que puede confundirse con ansiedad, falta de atención o concentración, comportamientos de oposición, trastornos del aprendizaje, alteraciones psicóticas y la amnesia infantil propia del desarrollo
Criterios para el diagnóstico
- La alteración predominante consiste en uno o más episodios de incapacidad para  recordar información personal importante, generalmente un acontecimiento de naturaleza traumática o estresante, que es demasiado amplia para ser explicada a partir del olvido ordinario.
- La alteración no aparece exclusivamente en el trastorno de identidad disociativo, en la fuga disociativa, en el trastorno por estrés postraumático, en el trastorno por estrés agudo o en el trastorno de somatización, y no es debida a los efectos fisiológicos directos de una sustancia (p. ej., drogas o fármacos) o a una enfermedad médica o neurológica (p. ej., trastorno amnésico por traumatismo craneal).
- Los síntomas producen malestar clínico significativo o deterioro social, laboral o de otras áreas importantes de la actividad del individuo

### Fuga disociativa
Características
La característica esencial de este trastorno consiste en viajes repentinos e inesperados lejos del hogar o del puesto de trabajo, con incapacidad para recordar alguna parte o la totalidad del pasado del individuo, se acompaña de confusión o alteración de la identidad personal e incluso de la asunción de una nueva identidad. La mayoría de las fugas no implican la asunción de una nueva identidad. Si esta se produce, normalmente se caracteriza por presentar rasgos más afiliativos y más desinhibidos que los que caracterizaban a la personalidad anterior. En tales casos, el individuo puede darse a sí mismo un nuevo nombre (incluso cambiando al género opuesto), elegir una nueva residencia y dedicarse a actividades sociales complejas que estén bien integradas y que no sugieren la presencia de un trastorno mental. 
Las personas con este trastorno pueden sufrir además de trastornos del estado de ánimo, trastorno por estrés postraumático o trastornos por consumo de sustancias. El inicio de la fuga disociativa se encuentra normalmente asociado a acontecimientos traumáticos o estresantes.
Síntomas de acuerdo a la edad
Los individuos que presentan síndromes definidos culturalmente como «síndromes de huida pueden manifestar también síntomas que cumplan los criterios diagnósticos de fuga disociativa. Se trata de alteraciones que consisten en una hiperactividad de inicio brusco, en estados parecidos al trance, en un comportamiento potencialmente peligroso (correr o huir), hasta un estado de agotamiento, sueño y amnesia del episodio
Criterios para su diagnóstico
- La alteración esencial de este trastorno consiste en viajes repentinos e inesperados lejos del hogar o del puesto de trabajo, con incapacidad para recordar el pasado del individuo.
- Confusión sobre la identidad personal, o asunción de una nueva identidad (parcial o completa).
- El trastorno no aparece exclusivamente en el transcurso de un trastorno de identidad disociativo y no es debido a los efectos fisiológicos de una sustancia (p. ej., drogas o fármacos) o de una enfermedad médica (p. ej., epilepsia del lóbulo temporal).
- Los síntomas producen malestar clínico significativo o deterioro social, laboral o de otras áreas importantes de la actividad del individuo.

### Trastorno de identidad disociativa
Características
La característica esencial de este trastorno es la existencia de dos o más identidades o estados
de la personalidad que controlan el comportamiento del individuo de modo recurrente. El trastorno de identidad disociativo refleja un fracaso en la integración de varios aspectos de la identidad, la memoria y la conciencia. Cada personalidad se vive como una historia personal, una imagen, una identidad e incluso un nombre distintos. Generalmente hay una identidad primaria con el nombre del individuo, que es pasiva, dependiente, culpable y depresiva. Las identidades alternantes poseen habitualmente diferentes nombres y rasgos que contrastan con la identidad primaria. En circunstancias muy concretas el individuo puede asumir determinadas identidades que pueden diferir en la edad, el sexo, el vocabulario, los conocimientos generales y el estado de ánimo. Puede existir pérdida de memoria no sólo durante períodos de tiempo recurrentes, sino también una pérdida total de la memoria correspondiente a gran parte de la infancia.
Síntomas de acuerdo a la edad
Se ha sugerido que la alta incidencia de este trastorno en Estados Unidos indica que se trata de una enfermedad ligada a la cultura. Debe irse con mucho cuidado a la hora de diagnosticar este trastorno en los niños preadolescentes, ya que a esta edad las manifestaciones pueden llamar menos la atención que si se producen en la adolescencia o en la edad adulta. El trastorno de identidad disociativo se diagnostica tres a nueve veces más frecuentemente en las mujeres que en los varones; en la infancia la proporción niña/niño es más o menos pareja, aunque la información que se posee al respecto es escasa. Las mujeres tienden a presentar más identidades que los varones.
Criterios para el diagnóstico
- Presencia de dos o más identidades o estados de personalidad (cada una con un patrón propio y relativamente persistente de percepción, interacción y concepción del entorno y de sí mismo).
- Al menos dos de estas identidades o estados de personalidad controlan de forma recurrente el comportamiento del individuo.
- Incapacidad para recordar información personal importante, que es demasiado amplia para ser explicada por el olvido ordinario.
- El trastorno no es debido a los efectos fisiológicos directos de una sustancia (p. ej., comportamiento automático o caótico por intoxicación alcohólica) o a una enfermedad médica (p. ej., crisis parciales complejas).

### Trastorno de despersonalización
Características
La característica esencial de este trastorno consiste en la presencia de episodios persistentes o recidivantes de despersonalización, caracterizados por la sensación de extrañeza o distanciamiento de uno mismo. El individuo se siente como si fuera un autómata o estuviera viviendo en un sueño o en una película. Puede existir la sensación de ser un observador externo de los procesos mentales, del propio cuerpo o de una parte de él. Asimismo, hay diversos tipos de anestesia sensorial, ausencia de respuesta afectiva y sensación de pérdida de control de los propios actos. La despersonalización es una experiencia común, su diagnóstico debe realizarse sólo cuando la sintomatología sea lo suficientemente grave como para provocar malestar o deterioro de la actividad normal de la persona.
Síntomas de acuerdo a la Cultura
La despersonalización y desrealización inducidas de forma voluntaria forman parte de las prácticas de meditación y de trance existentes en muchas religiones y culturas, y no deben confundirse con el trastorno de despersonalización.
Criterios para su diagnóstico
- Experiencias persistentes o recurrentes de distanciamiento o de ser un observador externo de los propios procesos mentales o del cuerpo (p. ej., sentirse como si se estuviera en un sueño).
- Durante el episodio de despersonalización, el sentido de la realidad permanece intacto.
- La despersonalización provoca malestar clínicamente significativo o deterioro social, laboral o de otras áreas importantes de la actividad del individuo.
- El episodio de despersonalización aparece exclusivamente en el transcurso de otro trastorno mental como la esquizofrenia, los trastornos de ansiedad, el trastorno por estrés agudo u otro trastorno disociativo, y no se debe a los efectos fisiológicos directos de una sustancia (p. ej., drogas o fármacos) o a una enfermedad médica (p. ej., epilepsia del lóbulo temporal).

### Trastornos disociativos no especificados[1]
Se incluye esta categoría para los trastornos en los que la característica predominante es un síntoma disociativo (p. ej., alteración de las funciones normalmente integradas de la conciencia, memoria, identidad, o de la percepción del entorno) que no cumple los criterios para el diagnóstico de trastorno disociativo específico. Los siguientes ejemplos incluyen:
1. Cuadros clínicos similares al trastorno de identidad disociativo que no cumplen todos los criterios para este trastorno. Los ejemplos incluyen los cuadros en los que a) no aparecen dos o más estados de identidad distintos, o b) no existe amnesia de alguna información personal importante.
2. Presencia, en adultos, de desrealización no acompañada de despersonalización.
3. Estados disociativos que pueden presentarse en individuos que han estado sometidos a períodos de prolongada e intensa persuasión coercitiva (p. ej., lavados de cerebro, modificación del pensamiento o adoctrinamiento en sujetos cautivos).
4. Trastorno disociativo de trance: alteraciones únicas o episódicas de la conciencia, identidad o memoria propias de ciertos lugares y culturas concretas. Los trances disociativos consisten en una alteración de la conciencia con respuesta disminuida al entorno, o en comportamientos o movimientos estereotipados que se encuentran fuera del control de la persona. El trance de posesión consiste en la sustitución de la identidad personal por otra, atribuida a la influencia de un espíritu, poder, deidad u otra persona, y se encuentra asociado a movimientos estereotipados de tipo involuntario o a amnesia. Los ejemplos incluyen: amok (Indonesia), bebainan (Indonesia), latah (Malasia), pibloktoq (Ártico), ataque de nervios (América Latina) y posesión (India). Este trastorno forma parte de prácticas religiosas o culturales ampliamente aceptadas en la población.
5. Pérdida de conciencia, estupor o coma, no atribuibles a una enfermedad médica.
6. Pérdida de Ganser: en este trastorno el individuo da respuestas aproximadas a las preguntas (p. ej., 2 y 2 suman 5), y no hay asociación con amnesia disociativa o fuga disociativa.

### Somatización
Es necesario incluir la somatización en el diagnóstico diferencial y descartar en primer lugar si se trata de una enfermedad orgánica. En caso de confirmarse que el problema es de tipo psicológico, debemos detectar si los síntomas obedecen a otros trastornos más amplios como la ansiedad o la depresión y en caso contrario, buscar las causas psicológicas o del entorno que están provocando que la persona somatice. 
Son muchos los síntomas y síndromes que pueden presentar las personas que somatizan, algunos de tal gravedad que pueden desencadenar otros problemas de salud física más amplios. Entre ellos se encuentran los que se exponen a continuación:
a) Gastrointestinales: vómitos, dolor abdominal náuseas flatulencia hinchazón, diarrea, intolerancias alimentarias. 
b) Pseudoneurológicos: amnesia, dificultad al tragar, pérdida de voz, sordera, visión borrosa, desfallecimiento, debilidad muscular, pseudoconvulsiones, dificultad miccional.
c) Síntomas dolorosos: dolor difuso, dolor en extremidades, dolor de espalda, dolor articular, dolor al orinar, cefaleas. 
d) Aparato reproductor: dispareunia, dismenorrea, irregularidad ciclos menstruales, hipermenorrea, vómitos a lo largo del embarazo, sensaciones quemantes en los órganos sexuales.
e) Cardiopulmonares: dificultad respiratoria en reposo, palpitaciones, dolor torácico, mareo. 
f) Síndromes: alergias alimentarias extrañas, síndrome de fatiga crónica, síndrome de articulación temporomandibular, fibromialgia, sensibilidad medicamentosa múltiple 
En la historia personal de un paciente que somatiza podemos encontrar varios indicadores, entre ellos, un trastorno psicológico coexistente, el rechazo repetido de médicos que les habían atendido, múltiples pruebas diagnósticas recientes, numerosas visitas a los servicios de urgencia e incluso el haber recurrido a medicinas o terapias alternativas en busca de una explicación.